# Mafalda Mouzinho de Albuquerque
Mafalda de Miranda Mouzinho de Albuquerque Valejo, más conocida como Mafalda Mouzinho de Albuquerque (Lisboa, 9 de diciembre de 1874-Lisboa, 5 de febrero de 1952) fue una escritora, poeta y novelista portuguesa.

## Biografía
Nació en 1874, en la parroquia de Socorro, en Lisboa, hija de Mafalda Augusta Barbosa de Miranda de Seabra Jacques y Fernando Luís Mouzinho de Albuquerque. Era hermana de Mécia Mouzinho de Albuquerque.

### Trayectoria artística
Pronto mostró talento para la escritura, y el escritor Tomás Ribeiro, la introdujo desde muy joven en la sociedad literaria. Conocida con los seudónimos de Rubén de Lara y Modesta, su primera obra fue publicada en 1906 y su última en 1917, siendo esta última la creación de una obra de teatro que tuvo lugar en el Teatro Nacional D. María II, el 27 de marzo de 1918. Acogidas por la prensa periódica de la época, sus obras fueron un éxito entre la aristocracia.  

Murió el 5 de febrero de 1952, a los 77 años, en el Convento de Santos-o-Novo, en la parroquia de Santa Engrácia, en Lisboa, víctima de uremia. Está enterrada en el Cementerio de Abrantes, en una tumba familiar. 

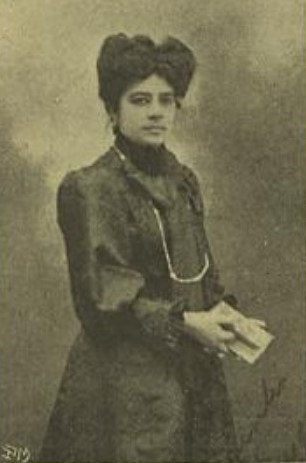
A los 32 años (O Ocidente, 30 de octubre de 1907).

## Obra
Entre sus obras destacan:  
- Contos (1906), con prefacio de D. João da Cámara.
- Versos (1907), con prefacio de Cândido de Figueiredo.
- O Coração de Um Sábio (1908), novela.
- Um Rembrandt (1910), novela.
- Nevadas Penas (1913), versos/poesía, con prefacio de Marcelino Mesquita.
- O Ciúme (1917), drama, que entró en escena en el Teatro Nacional D. María II, el 27 de marzo de 1918.

## Vida personal
Se casó dos veces, la primera el 17 de marzo de 1892, en la parroquia de Ajuda, en Lisboa, con Vítor Augusto Chaves Lemos e Melo y, tras enviudar en 1919, el 10 de junio de 1942, en la parroquia de São Mamede, en Lisboa, con el doctor Manuel Augusto Soares Valejo, de quien enviudó en 1943. No tuvo descendencia.   